# تس وایلی
تس ویلی (متولد ۵ نوامبر ۱۹۷۴) خواننده و ترانه‌سرای آمریکایی است.
تس وایلی در سال ۱۹۷۴ در دالاس، تگزاس در یک خانواده مسیحی به دنیا آمد. مادرش کاترین وایلی شاعر بود در حالی که پدرش یک موسیقیدان فلچ وایلی بود. دوران کودکی تس نسبتاً خشن بود، او معمولاً از هیوستون به سیاتل تا سانفرانسیسکو و سپس به هیوستون سفر می‌کرد… او از همان دوران کودکی به موسیقی و ترانه‌سرایی علاقه نشان داد و در دو سالگی «در من دلی پاک بساز» و «چوپان مهربان» را به کارنامه خود اضافه کرد. او از پنج سالگی شروع به نواختن پیانو، سپس در ۱۲ سالگی ویولن و در ۱۴ سالگی گیتار کرد. او می‌خواست سبک موسیقی خود را در امتداد خطوط گیتاریست هارد راک اسلش بسازد، اما ریفینگ به زودی جای خود را به ترانه‌سرایی متفکرانه داد. او دوران دبیرستان خود را با خوانندگی در گروه Nothing in Return گذراند و در حین تحصیل پیانو کلاسیک در دبیرستان هنرهای نمایشی و تجسمی در هیوستون، تگزاس که همراه با ماریا کری و ویتنی هیوستون آواز خواند.
وایلی با کریستین راث، یک عکاس خبرنگار ازدواج کرده بود. برادر او، گابریل ویلی، درامر گروه ایمویی مینرال است.

## آهنگ‌شناسی
- مجمع روز بارانی (Effanel، ۲۰۰۱)
- نه کاملاً من (نوار ضبط، ۲۰۰۴)
- راک اند رول فوق سریع به آرامی اجرا می‌شود (Tapete، ۲۰۰۷)
- رازهای کوچک (Nordpol، ۲۰۱۳)
- Femme Sole (چیزی که ما Records می‌نامیم، ۲۰۱۸)

### ساید زن
- معشوق (استیو ریشتر، ۲۰۱۶)
- رنگ روشن (دندان و ناخن، ۱۹۹۷)